# NGC 4447
NGC 4447 is een lensvormig sterrenstelsel in het sterrenbeeld Hoofdhaar. Het hemelobject werd op 17 april 1887 ontdekt door de Amerikaanse astronoom Lewis A. Swift.

## Synoniemen
- MCG 2-32-73
- ZWG 70.107
- VCC 1085
- KCPG 339B
- NPM1G +14.0319
- PGC 40979